# Někdo se dívá
Někdo se dívá (v anglickém originále Sliver) byl erotický thriller z roku 1993, který byl založený na stejnojmenném románu Iryho Levina. Film pojednává o nevyjasněných úmrtích a jiných událostech ve výškovém bytovém domě v centru New Yorku. Film podle scénáře Joea Eszterhase, natočil režisér Phillip Noyce. Film byl obsazen hvězdami jako Sharon Stone, William Baldwin a Tom Berenger.

## Děj

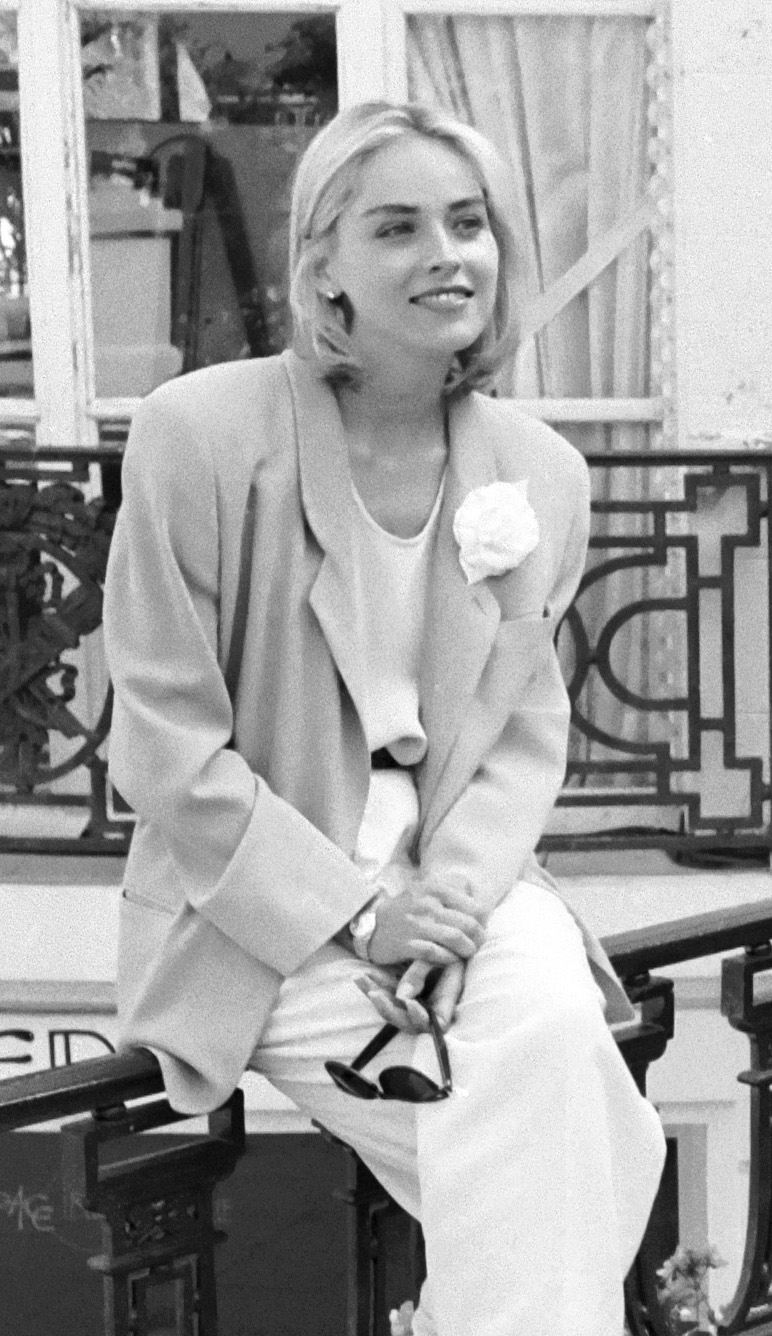
Sharon Stone

Carly Norris je editorkou knih, která se po rozvodu přestěhuje do New York City, zde si na Manhattanu pronajímá apartmá v přepychové budově, tzv. sliver building, s číslem 113. V tomto domě dochází k podivným úmrtím.
Na večírku se potkává s dalšími obyvateli domu, vč. návrháře videoher Zeka Hawkinse, spisovatele novel (ve filmu píše detektivní romány) Jacka Landsforda, který mimo jiné trpí impotencí, modelkou Vidou Warrenovou, která je ve skutečnosti call girl, a Gusem Halem, který je profesorem videografie na New York University. Nájemníci se shodují na tom, že Carly je neskutečně podobná Naomi Singerové, předchozí nájemníci bytu, kde teď Carly bydlí. Naomi zemřela, když za nevyjasněných okolností vypadla z balkónu svého bytu.
Jednoho dne se Carly a Zek potkávají při ranním joggingu, Zek ji pozve k sobě do bytu. Později mezi nimi vznikne sexuální vztah. Mezi tím začne Carly pronásledovat Jack Landsford a varuje ji před Zekem. Říká ji, že je „nemocný". Když se Jackovo chování stává stále více dotěrnější, tak Gus a Vida zemřou za podezřelých okolností. Zek prozradí Carly, že to on je majitelem domu číslo 113, který získal dědictvím po svém bohatém otci. Jako majitel domu číslo 113 Zeke instaloval v celé budově kamerový systém, který mu z tajné místnosti umožňuje sledovat všechny nájemce, vč. intimního života, např. když Carly masturbuje ve vaně. Pomocí dedukce a také jedné tajné nahrávky se Carly dozví, že to Jack zabil Naomi z vášně. Jack žárlil na Zekeho, který měl sexuální vztah s Naomi a několika dalšími nájemníky z domu. Jack napadne Carly u ní v bytě, ona jej v sebeobraně zastřelí. Je naštvaná na Zekeho za to, že zadržuje důkazy o vraždě Naomi, a současně žárlí na jeho intimní styky s ostatními nájemníky, Carly rozstřílí Zekeho „dozorčí místnost". Ještě před svým odjezdem mu řekne: „začni žít život" (anglicky get a life) 

## Téma
Film vychází ze stejnojmenného knižního románu, novely z roku 1991, od amerického autora Ira Levina. V knize jsou hlavní postavy – Kay Norris a Petr Hawkins, které ve filmu nahradily role se jmény Carla Norris (Sharon Stone) a Zek Hawkins (Wiliam Baldwin).
Tento film patří do kategorie tzv. psycho-thrillerů. Navazuje na úspěšný model filmu Základní instinkt, a to nejen prostřednictvím stejných tvůrců, ale především díky stupňování erotické atmosféry a rafinované hry s divákem, který je do poslední chvíle na pochybách, kdo je vlastně vrah. Chladně smyslná Sharon Stoneová se ve filmu mění ze svědkyně v oběť trestného činu.
Režisér Phillip Noyce využil příležitosti pro ozvláštnění kriminálního příběhu motivem tajného sledování nic netušících lidí. Téma voyeurismu spojil s erotickými scénami a s napětím. On i scenárista vyšli z předlohy známého spisovatele Iryho Levina, který v románě Silver , opět rozehrál syžet tajuplného domu, podobně jako v knize Rosemary má děťátko.

## Obsazení
| Sharon Stoneová         | Carly Norris             |
| William Baldwin         | Zeke Hawkins             |
| Tom Berenger            | Jack Landsford           |
| Polly Walker            | Vida Warren              |
| Colleen Camp            | Judy Marks               |
| Amanda Foreman          | Samantha Moore           |
| Martin Landau           | Alex Parsons             |
| Nicholas Pryor          | Peter Farrell            |
| CCH Pounder             | poručík Victoria Hendrix |
| Nina Foch               | Evelyn McEvoy            |
| Keene Curtis            | Gus Hale                 |
| Anne Betancourt         | Jackie Kinsella          |
| Tony Peck               | Martin Kinsella          |
| Allison Mackie          | Naomi Singer             |
| Frantz Turner           | vrátný                   |
| Melvyn Kinder           | doktor Palme             |
| Radu Gavor              | Dmitri                   |
| José Rey                | detektiv Corelli         |
| Jim Beaver              | detektiv Ira             |
| Gilbert Rosales         | strážný Rodriguez        |
| Mik Scriba              | policista                |
| Steve Carlisle          | policista                |
| Mark Bramhall           | číšník                   |
| Sid McCoy               | pan Anderson             |
| Katharine Pope          | Glorie Alden             |
| Sandy Gutman            | Ted Weisberger           |
| Christine Toy           | reportérka               |
| Robin Groves            | Paní Ballingerová        |
| Philip Hoffman          | reportér                 |
| Matthew Faison          | Pan Ballinger            |
| Nicole Orth-Pallavicini | reportérka               |
| Arthur Eckdahl          | vztekající se muž        |
| Marnette Patterson      | dcera Ballingerových     |
| Patricia Allison        | vztekající se žena       |
| Bernie McInerney        | duchovní                 |
| James Noah              | vrátný                   |
| Eduardo N.T. Andrade    | vrátný                   |
| Victor Brandt           | detektiv McCracken       |
| Ryan Cutrona            | detektiv Ennis           |
| Robert Miano            | detektiv Howard          |
| Steve Eastin            | detektiv Phillip         |
| Wendy Cutler            | paní Colson              |
| Craig Hosking           | pilot vrtulníku          |
| Cliff Fleming           | pilot vrtulníku          |
| Christine Avila         | lékařka                  |
| Rick Collins            | řidič nákladního auta    |
| Cheryl Hunter           | sekretářka               |
| Leonard Kelly-Young     | kněz                     |
| Garey McGhie            | ředitel                  |
| Phillip Noyce           | holící se muž            |
| Nick Taylor             | bezdomovec               |

## Výroba

### Umístění děje
Ve filmu má budova adresu 113 východní a 38. ulice na Manhattanu (GPS 40.749356, -73.978458). Skutečná budova, která se ve filmu objevuje, je známá jako Morgan Court Condominun (GPS 40.748680, -73.981847), která se nachází na 211 Madison Avenue v New Yorku, tedy jeden blok na západ a dva bloky jižně od filmové adresy. Budova se od té doby stala kondominiem. Byla postavena v roce 1985 a má 32 podlaží. Ve filmu bylo využito nádvoří této budovy, lobby bylo z apartmánového domu v Los Angeles.

### Původní konec
Původní konec filmu byl, že vrahem nebyl Jack, ale Zeke, šlo o protivníky (antagonisty). Zeke a Carly letí nad havajskou sopkou, když Zeke náhle přizná své zločiny. V tu chvíli navede letadlo do sopky, na divákovi je, aby si závěr vytvořil sám, tedy zda to přežili. Při natáčení této poslední scény došlo ke zničení vrtulníku. Po ukončení vyšetřování byla pilotovi vrtulníku dočasně pozastavena licence. Záběry, které byly pořízené během letu, byly zničeny. Při neoficiálním promítání se divákům nelíbila situace, ve které je Carly, resp. její amorální chování, když ve filmu ve scéně ve vrtulníku řekne Zekovi, že důkazy proti němu jsou „někde v bezpečí", tím naznačila, že byla ochotna krýt jeho kriminální minulost. Závěr filmu tak musel být narychlo vytvořen a natočen. Scenárista Joe Eszterhas přišel během 3 dnů s pěti variantami.

## Uvedení filmu
Film měl premiéru 19. května 1993 v Mann National Theatre, ve Westwoodu, Los Angeles. Oficiální promítání bylo zahájeno o dva dny později, 21. května. Film dostal od kritiků negativní hodnocení. Na Rotten Tomatoes měl rating 11%, a to na základě recenzí od 27 kritiků. Hlavním předmětem kritiky bylo, že film poskytoval málo přesvědčivých scén, které by jej charakterizovaly jako thriller. Dalším důvodem bylo, že oproti románové předloze byl film dosti povrchní, a někteří herci nebyli ve „formě". Další kritika byla na střih a závěr filmu, který byl uspěchaný a nepřesvědčivý. 

### MPAA, Problémy s hodnocením
Podle Showtime byl vytvořen film pro noční vysílání, tzv. NC-17, v debatě zařazení filmu do kategorie NC-17 nebo kategorie R, šlo výhradně o to, že byl vidět nahý muž pohledem zepředu, tedy vč. přirození. Paramount vydal neklasifikovanou verzi na videu, kde nebyly vidět žádné scény s nahými muži, přesto zůstalo dosti nahých scén, kde byla vidět ženská nahota.

### Box office
Film debutoval v prvním týdnu jako č.1 v tržbách na pokladnách kin, ve výši 12,1 milionů dolarů ve 2093 kinosálech. V druhém týdnu se propadl na 6 místo, V tržbách vydělal 36,3 milionu dolarů na domácím trhu a 80 milionů dolarů mimo USA, tedy celkových 116,3 milionu dolarů po celém světě.

### Domácí video
Film uveden na VHS ve dvou verzích, s hodnocením střihu R a jako nehodnocená verze (původní střih NC-17). V březnu 2006, kdy byla premiéra filmu Základní instinkt 2 s Sharon Stone v hlavní roli, byl film Někdo se dívá vydán také na DVD, bez úprav poměru stran, tedy 2,35. Na DVD byla verze NC-17, střihová verze R byla distribuována pouze pro půjčovny. Na nosiči byly vypnuté některé funkce, aby jej bylo možné sledovat v poměru stran 2,10. Kvalita filmu na disku byla kritizována recenzenty za to, že ve filmu bylo neobvykle velké množství nečistot a škrábanců, které byly charakteristické pro film, který byl natočen před 12 léty. V roce 2013 byl film vydán na nosiči Blu-ray Disc, s použitím formátu stran 2,10, se střihem R.

### Nominace

#### Sharon Stone
Představitelka Carly Norris Sharon Stone byla za roli nominována ve dvou soutěžích:
- MTV Movie Award: Nejvíce žádoucí žena[11] [12]
- People's Choice Award: Nejoblíbenější filmová herečka – drama[12]

#### Zlatá malina
Film byl nominován na Zlatou malinu a to v osmi kategoriích.
| Cena              | kategorie                                                             | Komu            | Výsledek |
| ----------------- | --------------------------------------------------------------------- | --------------- | -------- |
| Ceny Zlaté maliny | Nejhorší film                                                         | The Sliver      | nominace |
| Ceny Zlaté maliny | Nejhorší kamera (anglicky Worst Picture)                              | Robert Evans    | nominace |
| Ceny Zlaté maliny | Nejhorší režisér (anglicky Worst Director)                            | Phillip Noyce   | nominace |
| Ceny Zlaté maliny | Nejhorší scénář (anglicky Worst Screenplay)                           | Joe Eszterhas   | nominace |
| Ceny Zlaté maliny | Nejhorší herec (anglicky Worst Actor)                                 | William Baldwin | nominace |
| Ceny Zlaté maliny | Nejhorší herečka (anglicky Worst Actress)                             | Sharon Stone    | nominace |
| Ceny Zlaté maliny | Nejhorší herec ve vedlejší roli (anglicky Worst Supporting Actor)     | Tom Berenger    | nominace |
| Ceny Zlaté maliny | Nejhorší herečka ve vedlejší roli (anglicky Worst Supporting Actress) | Colleen Camp    | nominace |

## Soundtrack

### Album
Soundtrackové album bylo vydáno 1. června 1993. Bylo zařazeno do kategorie: Pop, rock, dance. Celková stopáž je 55:15. Nahrál: Virgin Movie Music. Produkce: Tim Sexton, výkonný producent alba.
| Skladba                    | Skupina        | Text                                                                      | Produkce                               |
| -------------------------- | -------------- | ------------------------------------------------------------------------- | -------------------------------------- |
| Can't Help Falling in Love | UB40           | George David Weiss, Hugo Peretti, Luigi Creatore                          | UB40                                   |
| Carly's Song               | Enigma         | Michael Cretu                                                             | Michael Cretu                          |
| Slid                       | Fluke          | Michael Bryant, Michael Tournier, Jonathan Fugler                         | Fluke                                  |
| Unfinished Sympathy        | Massive Attack | Grantley Marshall, Robert Del Naja, Andrew Vowles, J. Sharp, Shara Nelson | Massive Attack, Jonny Dollar           |
| The Most Wonderful Girl    | Lords of Acid  | Oliver Adams, Nikki Van Lierop, Maurice Engelen                           | Jade 4 U, Oliver Adams, Praga Khan     |
| Oh Carolina                | Shaggy         | John Folkes                                                               | Sting International                    |
| Move with Me               | Neneh Cherry   | Neneh Cherry, Cameron McVey                                               | Booga Bear, Jonny Dollar, Neneh Cherry |
| Slave to the Vibe          | Aftershock     | V. Jeffrey Smith, Peter Lord, Guy Routte                                  |                                        |
| Penthouse and Pavement     | Heaven 17      | Ian Craig Marsh, Martyn Ware, Glenn Gregory                               | British Electric Foundation            |
| Skinflowers                | The Young Gods | The Young Gods, Roli Mosimann, Franz                                      | Roli Mosimann                          |
| Star Sail                  | The Verve      | Simon Jones, Peter Salisbury, Nick McCabe, Richard Ashcroft               | John Leckie                            |
| Wild at Heart              | BIGOD 20       | Marcus Nikolai, Zip Campisi                                               | BIGOD 20, Nino Tielmann                |
| Carly's Loneliness         | Enigma         | Michael Cretu                                                             | Michael Cretu                          |

### Singly
První singl by vydán 10. května 1993. Šlo o skladbu „Can't Help Falling in Love" od anglické skupiny UB40. Druhý singl 1. listopadu 1993 se skladbou „Carly's Song", od německé skupiny Enigma.

### Umístění v hitparádě
V hitparádě se soundtrack v Billboard 200 umístil na 23. pozici pro rok 1993.

## Uvedení v Česku
V ČR byl film uveden do kin na podzim roku 1993. Od roku 1993 byly vyrobeny celkem tři dabingové verze.

### Verze pro kina a VHS
V českém znění: Jana Paulová – Sharon Stone (Carly Norrisová), Jiří Schwarz – William Baldwin (Zeke Hawkins), Karel Urbánek – Tom Berenger (Jack Landsford), Yvetta Blanarovičová – Polly Walker (Vida), Dalimil Klapka – Martin Landau (Parsons) a Keene Curtis (Gus Hale), Dana Morávková – Colleen Camp (Judy), Ludmila Molínová – Nina Foch (paní McEvoyová) a CCH Pounder (Hendrixová), Jiří Ptáčník – Frantz Turner (dveřník + titulky) a další.
Překlad: Eva Hrubá
Zvuk: Václav Hálek
Produkce: Zdena Sirotková
Režie českého znění: Zuzana Zemanová
Výroba: Studio Dabing AB Barrandov v roce 1994 pro HCE

### Verze v TV Nova
V českém znění: Ilona Svobodová – Sharon Stone (Carly), Filip Jančík – William Baldwin (Zeke Hawkins), Jan Šťastný – Tom Berenger (Jack Landsford), Miriam Chytilová – Polly Walker (Vida), Martina Hudečková – Colleen Camp (Judy), Vladimír Brabec – Martin Landau (Alex Parsons), Vlasta Žehrová – CCH Pounder (Victoria), Jaroslava Brousková, Bedřich Šetena, Václav Knop, Vladimír Kudla, Roman Hájek, Bohdan Tůma, Čestmír Gebouský, Marcela Kyselová, Ivana Měřičková, Radka Malá, Marcela Teichmannová.
Překlad: Alena Křížková
Zvuk: Jaroslav Novák
Produkce: Luděk Blažek, Martin Kot
Dialogy a režie: Vladimír Žďánský
Výroba: Česká produkční 2000, a.s. v roce 1999 pro Cet 21 s.r.o.

### Verze v České televizi
V českém znění: Monika Žáková – Sharon Stone (Carly Norrisová), Jan Vondráček – William Baldwin (Zeke Hawkins), Pavel Šrom – Tom Berenger (Jack Landsford), Miroslava Součková – Polly Walker (Vida Warrenová), Martina Menšíková – Colleen Camp (Judy), Vladimír Fišer – Martin Landau (Parsons) a Robin Groves (Ballinger), Radka Fidlerová – CCH Pounder (Hendrixová), Zbyšek Pantůček – Victor Brandt (detektiv McCracken), Pavlína Dytrtová – Amanda Foreman (Samantha Mooreová) a Marnette Patterson (Joanie Ballingerová), Milada Čechová, Jindřich Hinke, Jaroslav Horák, Zuzana Hykyšová, Monika Krátka, Marcel Rošetzký, Milan Slepička, Jaroslav Vlach, David Voráček a další
Překlad a dialogy: Milena Havlová
Mistr zvuku: Zdeněk Dušek
Vedoucí produkce: Zuzana Trymlová
Šéfproducent: Vladimír Tišnovský
Režie českého znění: Vladimír Blažek
Výroba: Česká televize v roce 2009

## Zajímavosti
Producent Robert Evans prodělal během natáčení dvě srdeční příhody. Také původně chtěl, aby film režíroval Roman Polanski. Ten se však do USA nemohl vrátit. 
Scénář byl během natáčení několikrát změněn, producent Joe Eszterhas dokonce prohlásil, že tento film nenávidí. 
Hlavní protagonisté se ve skutečnosti neměli příliš v lásce. Sharon Stone několikrát prohlásila, že by bylo lepší, kdyby místo Williama Baldwina, hrál jeho starší bratr Alec. Intimní scény Sharon Stone a Wiliama Baldwina se natáčely samostatně za pomocí dablerů (kinematografie).  
Honorář Sharon Stone byl za hlavní roli 2,5 milionu amerických dolarů.
Kniha Flesh and Blood, kterou Jack pošle Carly, má velmi podobný obal jako plakátu k filmu Úplné bezvětří (anglicky Dead Calm, 1989), což byl film, který rovněž točil Phillip Noyce. Vzhledem k charakteristice násilí a sexuálnímu podtextu, může citovaný román také asociovat slavný film Maso a krev (anglicky Flesh + Blood, 1985), který však nebyl natočen podle žádné knihy.